# Stictoptera multistriata
Stictoptera multistriata là một loài bướm đêm trong họ Noctuidae.